# Hart Crane
Hart Crane (Garrettsville, 21. srpnja 1899. – Meksički zaljev, 27. travnja 1932.), američki pjesnik.
Stvarao je viziju Amerike u kojoj su prisutni njezini povijesni počeci i moderna mehanizacija u svijetu nebodera i podzemnih željeznica. Središnja slika njegove poeme "Most" je Brooklynski most, koji je nekoć opjevao Walt Whitman. Po simboličkim slikama uspoređivali su ga s Rimbaudom. Počinio je samoubojstvo skokom s oceanskog broda.